# Sandra Kim
Sandra Caldarone (Montegnée, Región Valona, Bélgica, 15 de octubre de 1972), más conocida como Sandra Kim es una cantante belga de origen italiano, conocida por ser la ganadora más joven del Festival de la Canción de Eurovisión, tras su victoria en 1986 con la canción «J'aime la vie», cuando contaba con 13 años de edad.

## Biografía
De nacimiento tuvo nacionalidad italiana y no obtuvo la nacionalidad belga hasta que tuvo 18 años. Empezó a cantar a los 7 años y participó en varios festivales italianos y 2 veces en el concurso de la TV belga La voix de l´avenir. Lanzó el sencillo Ami ami y fundó el grupo Musiclub junto a Angelo Crisci (que fue el compositor de su tema eurovisivo).
El 3 de mayo de 1986, Sandra Kim ganó el Festival de Eurovisión en Bergen (Noruega) para Bélgica con la canción J'aime la vie. Con 13 años, es la ganadora más joven de la historia del concurso y además es la única ocasión en la que este país ha ganado el festival. La canción fue el sencillo más vendido del año de Bélgica y entró la lista de numerosos países como Francia, Países Bajos o Portugal. Sin embargo Sandra no volvería a repetir un éxito comercial tan grande con ningún otro trabajo.

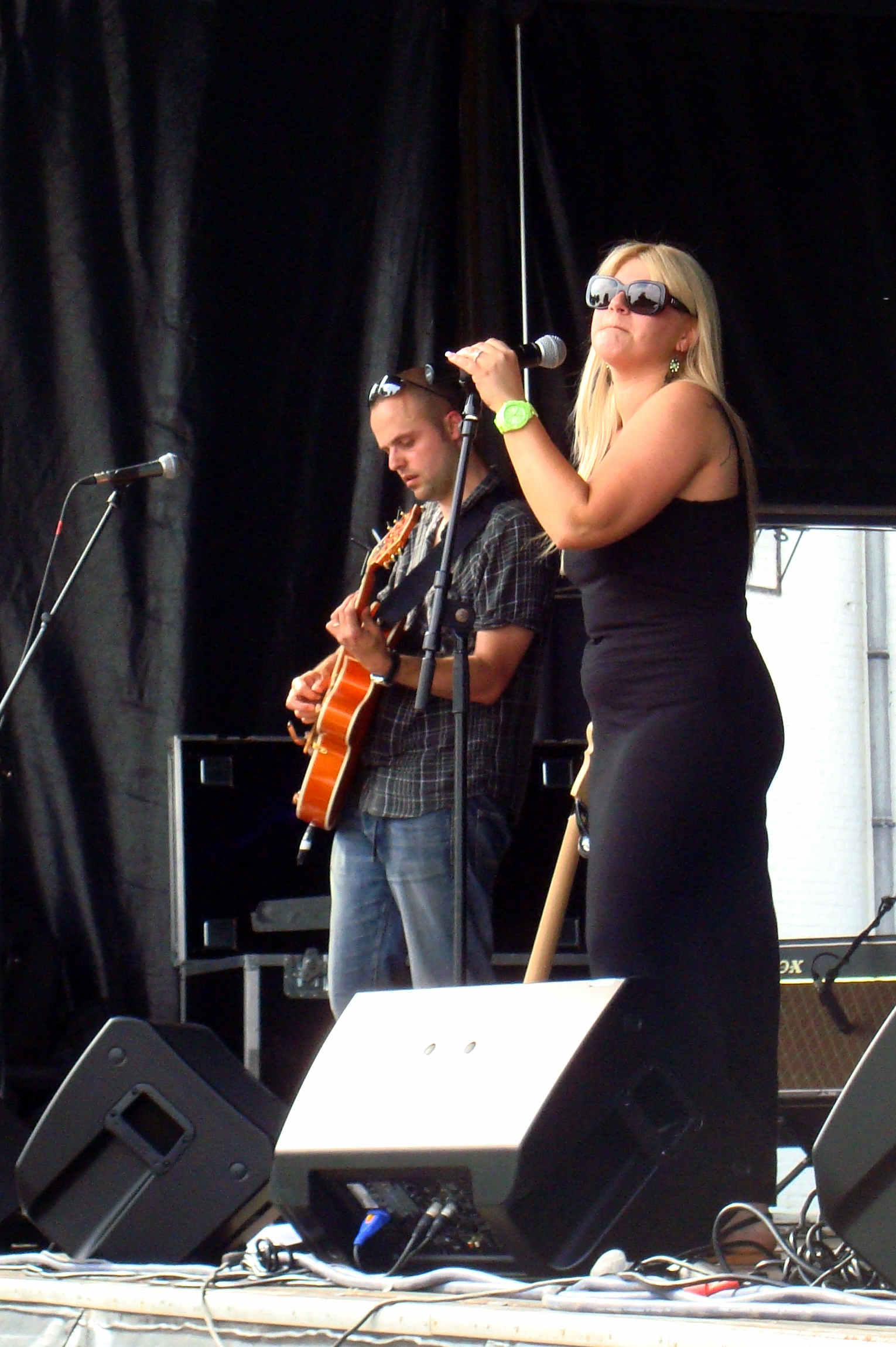
Sandra en un concierto en 2011

Durante los años 90 Sandra copresentó el programa de TV 10 qu´on dime y fue miembro del jurado del programa Pour la glorie de la RTBF. Además interpretó durante varios meses el papel de Eponine en el musical Los Miserables. En 2000 y 2001 fue solista del musical Musicals from the heart 1 & 2, junto con Chris Van Tongelen y Jan Schepens realizando un espectáculo con los temas "Cats", "Grease", "Saturday Night Fever", "Fame", "Les Misérables", etc. con los que recorrió Flandes y los Países Bajos en 2001. En 2003 participó en el concierto aniversario del décimo aniversario de la coronación del rey Alberto II. Dos años más tarde participó en el 50 aniversario del Festival de Eurovisión, Congratulations, en Copenhague y telvisado a toda Europa, donde además interpretó la conocida canción Non ho l'età de Gigliola Cinquetti. 
En 2006 formó el grupo Soul DivaZ junto a Micha Marah y Alana Dante con un repertorio de clásicos de los años 70. En 2010 lanzó el álbum Make up y en 2011 cantó el himno nacional belga en los 3 idiomas oficiales en la salida del Gran Premio de Fórmula 1 en Spa-Francorchamps. En 2019 participó en el concierto Het grote songfestivalfeest en Ámsterdam. En 2020 ganó la versión flamenca del concurso The Masked Singer emitido por la VTM. Inmediatamente después de su aventura sacó su propia versión de Who Are You de The Who.

## Vida privada
En 1994 se casó con Olivier Gerard, pero se divorciaron ese mismo año. Se volvió a casar, en esta ocasión con Jurgen Delanghe, en la Nochebuena de 2001.

## Discografía

### Álbumes
- 1986: J'aime la vie
- 1988: Bien dans ma peau
- 1991: Balance tout (francés) y Met open ogen (neerlandés)
- 1993: Les Sixties (francés) y Sixties (neerlandés)
- 1997: Onvergetelijk
- 1998: Heel diep in mijn hart
- 2011: Make Up

## Sencillos
- 1985: "Ami ami / Aspetta mi"
- 1986: "J'aime la vie" (edición anterior al Festival de la Canción de Eurovisión 1986), "J'aime la vie / Crazy of life / Ne m'oublie pas" y "Tokyo Boy / Envie de tout donner".
- 1987: * "Sorry / Sûre de moi", "Laurence / Magic" y"Hymne à la vie ( Il était une fois... la vie )".
- 1988: * "Souviens-toi / Jimmy", * "J'aime mon pays - Ik hou van mijn land / J'ai tout balancé" y "Berlin / Trains de nuit & Berlino / Treno di notte".
- 1989: "Coup de coeur / Reste avec moi", "Malagueña"-
- 1990: "Slow moi, rock moi / J'aime mon pays & Bel me, schrijf me / Ik hou van mijn land"
- 1991: "Look infernal / Dans dans dans", "Hou me vast / Me laisse pas" y "J'ai pas fini de t'aimer / Nee laat me nooit alleen".
- 1992: "Je t'ai dans la peau / Jij beheerst mij totaal", "Reprends ta place / Kom terug bij mij" y "Je veux ma part de rêve / Ik wil alleen maar dromen".
- 1993: "Qu'est-ce que tu fais ce soir / Wat doe jij vanavond", "Il faut s'aimer plus fort / Dit is vast weer zo'n dag" y "Je t'ai tout donné / Wil je eeuwig van mij houden".
- 1997: "Al camino de la vida / Un tango argentino"" (junto a Fr. Galan ), "Mijn Lieveling / Mi Corazón", "Hou van mij / De liefste'" (publicado en Bélgica y "Aime moi / Hou van mij" (publicado en los Países Bajos).
- 1998 : "Casser le blues / Je m'envolerai / Jij hoort bij mij / Voor jou Barbara", "Heel diep in mijn hart / Voor jou Barbara", '""Helemaal alleen / Ik wil je nooit meer kwijt" y "Un jour, une femme / Een teken van jou" (publicado en los]] Países Bajos]])
- 1999: "Enkel voor een dag / Doe dat nog een keertje met mij"
- 2001: "Vivere uguale"
- 2006: "Dancing in the street"

## Colaboraciones
- Clip 1986: "La drogue c'est nul" junto a Lou Deprijke y Muriel Dacq.
- Cruz Roja 1988: Álbum "Besoin de toi qui que tu sois'"" (Canción "Universalité" )
- Levenslijn 1990 - Artistas contra el cáncer: Canción "Samen leven"
- Télévie 1991 - Canción "On a toujours quelqu'un avec soi"
- Télévie 1992 - Canción "On a toujours quelqu'un avec soi"
- Levenslijn 1992 - Artistas contra las enfermedades cardiovasculares: Canción "Hand in hand"
- Levenslijn 1998 - Artistas contra las enfermedades cardiovasculares: Canción "De weg naar je hart"
- 1999: Helmut Lotti & Sandra Kim & Paul Michiels - Canción "Song for Kosovo"
- 2004: Campaña de Amnistía Internacional contra la violencia de género: "On en a marre"

## Espectáculos
En los últimos años, Sandra se ha consagrado como una artista de galas y espectáculos musicales.
- 1999: "Les Misèrables" en Amberes.
- 2001 - 2002: "Musicals from the Heart".
- 2003 - 2004: "Musicals from the Heart II".

Una de sus ilusiones personales sería poder organizar un musical con todas las canciones de su ídolo, Barbra Streisand.